# Rasmus Dinesen
Rasmus Dinesen is een Deens filmregisseur, -producent en cameraman.

## Filmografie
In 2003 regisseerde hij samen met Arnold Krøjgaard de film Het verboden elftal (Det Forbudte landshold), een weergave het Tibetaans voetbalelftal dat toewerkt naar een voetbalwedstrijd tegen het Groenlands voetbalelftal. De film ontving de prijzen: Beste Speelfilm op het Krasnogorski International Filmfestival in Moskou, Special Mention op de FID in Marseille en de Publieksprijs op het International Sport Movies & TV Festival in Milaan.
Andere korte films en documentaires van zijn hand zijn:
| Jaar | Film                       | Type         | Rol                   | Lengte  |
| ---- | -------------------------- | ------------ | --------------------- | ------- |
| 1998 | United Colours of football | documentaire | regisseur en producer | 20 min. |
| 2001 | Summertime                 | korte film   | regisseur             | 8 min.  |
| 2000 | Duellen                    | korte film   | regisseur en producer | 8 min.  |
| 2002 | Traffic safety             | korte film   | regisseur             | 7 min.  |